# Euryastes jagoi
Euryastes jagoi är en insektsart som beskrevs av David R. Ragge 1980. Euryastes jagoi ingår i släktet Euryastes och familjen vårtbitare. Inga underarter finns listade i Catalogue of Life.